# Nepal International 2008
Die Nepal International 2008 im Badminton fanden vom 18. bis zum 22. Juni 2008 in Kathmandu statt.

## Sieger und Platzierte
| Disziplin    | Gold                              | Silber                            | Bronze                               |
| ------------ | --------------------------------- | --------------------------------- | ------------------------------------ |
| Herreneinzel | Chetan Anand                      | J. B. S. Vidyadhar                | Vinay Kumar Reddy                    |
| Herreneinzel | Chetan Anand                      | J. B. S. Vidyadhar                | Wajid Ali Chaudhry                   |
| Dameneinzel  | Bibari Basumatary                 | Thilini Jayasinghe                | Shapla Akhter                        |
| Dameneinzel  | Bibari Basumatary                 | Thilini Jayasinghe                | Kalita Anjali                        |
| Herrendoppel | Valiyaveetil Diju Akshay Dewalkar | Mohammad Attique Rizwan Azam      | Abdul Hannan Md Rais Uddin           |
| Herrendoppel | Valiyaveetil Diju Akshay Dewalkar | Mohammad Attique Rizwan Azam      | J. B. S. Vidyadhar Vinay Kumar Reddy |
| Damendoppel  | Jwala Gutta Shruti Kurien         | Kalita Anjali Jyotshna Polavarapu | Pooja Shrestha Sara Devi Tamang      |
| Damendoppel  | Jwala Gutta Shruti Kurien         | Kalita Anjali Jyotshna Polavarapu | Bibari Basumatary Abantika Deka      |
| Mixed        | Valiyaveetil Diju Jwala Gutta     | J. B. S. Vidyadhar Shruti Kurien  | Rizwan Azam Sara Mohmand             |
| Mixed        | Valiyaveetil Diju Jwala Gutta     | J. B. S. Vidyadhar Shruti Kurien  | Mohammad Attique Palwasha Bashir     |